# John S. McGroarty
John Steven McGroarty (ur. 20 sierpnia 1862 w hrabstwie Luzerne, zm. 7 sierpnia 1944 w Los Angeles) – amerykański polityk, członek Partii Demokratycznej.

## Działalność polityczna
W okresie od 3 stycznia 1935 do 3 stycznia 1939 przez dwie kadencje był przedstawicielem 11. okręgu wyborczego w stanie Kalifornia w Izbie Reprezentantów Stanów Zjednoczonych.